# Târgușor
Târgușor is een Roemeense gemeente in het district Constanța.
Târgușor telt 1683 inwoners.